# Zalaszabar
Zalaszabar község Zala vármegyében, a Nagykanizsai járásban, a Zalai-dombságban, a Zalaapáti-hát területén.

## Fekvése
Zalaszabar a Kis-Balaton nyugati partján fekszik, a Balatontól és Keszthelytől délnyugatra 22 kilométerre, Hévíztől délnyugatra 20 kilométerre, Zalakarostól északra 10 kilométerre, Nagykanizsától északkeletre 28 kilométerre, környezetileg szép vidéken, erdőkkel határolt lankás dombok között.
Főutcája a Galambok-Zalaapáti között húzódó 7522-es út, amiből a központjában ágazik ki nyugat felé, Orosztony és Kilimán irányába a 7525-ös út, illetve a község északi szélén torkollik bele Zalavár irányából, kelet felől a 7512-es út.

## Története
Zalaszabart a régi írások Zabar néven emlegetik (nem tévesztendő össze a Nógrád vármegyei Zabarral).
A község határában végzett régészeti ásatások során számos értékes leletre bukkantak, amelyek igazolják, hogy a környék már a honfoglalás korában is lakott volt.
A templom egy részét Buzád bán, a későbbi Boldog Buzád építtette az 1230-as években, ez az épületrész ma sekrestyeként szolgál. Műemlék az egész templom, mely a törökdúlás után nyerte el mai formáját.
1359-ben Szabar (Sabaar, Zabaar) a Haholt-Buzád nemzetségbeli Szabari család birtoka volt, többek között az e nemzetséghez tartozó Otyuzé.
1384-ben Szabari Otyuz (Atyáz) halálával, mivel annak fiú utódai nem maradtak, a birtokát a lendvai Bánfi család tagjai kapták, akik 1432-ben és 1490-ben pörösködtek is birtokaik miatt.
1391-ben az alsólendvai Bánffyak kérésére Mária királynő vásárjogot adott Szabar helységnek.
1406-ban, 1425-ben és 1490-ben az Ostfiaknak is volt itt részbirtokuk. 1432-ben a Molnáriak is szereztek itt részbirtokot.
1448-ban a vármegye hatósága a kormányzó rendeletére igazolta a Molnári és nádasdi Darabos osztályos családok országos hetivásár- és pallosjogát, melyeket azonban később, az akkori zavaros időkben elvesztettek.
1459-ben Szabar helységre Mátyás király vámjogot adott a nádasdi Darabos és a Molnári (Püspök) családoknak, melyek tagjai azt még 1482-ben, sőt 1488-ban is bírták.
A Kis-Balaton nyugati partján elterülő domborulat a szőlőhegy, melyről csodálatos panoráma nyílik a Balaton felé, egészen Badacsonyig. Nyugat felé tekintve pedig a Zalai-dombság erdőkkel borított vonalai hullámoznak.
A szőlőhegy bejáratánál hegyi kápolna fogadja a látogatót, amely a török időkben a templomot helyettesítette a dombok közé húzódott lakosság számára.
Ősidőktől fogva kitűnő borok termettek itt. Az 1890-es években a londoni bor-világkiállításon aranyéremmel díjazták a szabari bort.
Lakói mindig mezőgazdálkodással foglalkoztak, növénytermesztés, állattartás, a Zala folyó közelsége miatt halászat, nagy kiterjedésű erdőségek következtében erdőművelés, valamint rangot adó szőlő és bortermesztés adott megélhetést a lakosságnak.
1984-ben a keleti határrészt, a kaszálót elárasztották és a Kis-Balatont állították helyre. A víz közelsége, a szép kilátást nyújtó dombvonulatra vonzza a turistákat.
Sokan ott területet is vásárolnak, főleg külföldiek, mert az idelátogatókat lenyűgözte a táj varázsa.
1990-től teljesen kiépült a közműhálózat a község belterületén. Új iskola épült, melybe 170 gyerek jár jelenleg. (A Kaposvári egyházmegye működteti.)
Önálló polgármesteri hivatallal működött 2003-ig. Ettől kezdve szabari székhellyel Orosztonnyal körjegyzőséget hoztak létre.

## Közélete

### Polgármesterei
| Időszak   | Név                                      | Jelölő szervezet                         |
| --------- | ---------------------------------------- | ---------------------------------------- |
| 1990–1994 | Varga Dezső                              | független                                |
| 1994–1998 | Varga Dezső                              | független                                |
| 1998–2002 | Varga Dezső                              | független                                |
| 2002–2006 | Varga Dezső                              | független                                |
| 2006–2010 | Dr. Kalmár István                        | független                                |
| 2010–2014 | Dr. Kalmár István                        | független                                |
| 2014–2019 | Dr. Kalmár István                        | független                                |
| 2019–2020 | Takács Péter                             | független                                |
| 2020–2022 | Takács Ákos alpolgármester (ügyvivőként) | Takács Ákos alpolgármester (ügyvivőként) |
| 2022–2024 | Oncz Péter                               | független                                |
| 2024–     | Takács Ákos                              | független                                |

A településen 2020. november 29-ére időközi polgármester-választást írtak ki, mert a 2019-ben megválasztott polgármester 2020. augusztus 5-i hatállyal, indoklás nélkül lemondott. Azt azonban a COVID-19 pandémia miatt már nem lehetett megtartani, és a járványügyi korlátozások feloldásáig új időpontot sem lehetett kitűzni. A választást így végül csak 2022. május 8-án tarthatták meg; az átmeneti időszakban a települést ügyvivőként Takács Ákos alpolgármester vezette.

## Népesség
A település népességének változása:
| Lakosok száma | 560  | 552  | 518  | 494  | 499  | 509  | 487  |
|               | 2013 | 2014 | 2015 | 2021 | 2022 | 2023 | 2024 |

A 2011-es népszámlálás idején a nemzetiségi megoszlás a következő volt: magyar 93,5%, cigány 3,14%, német 2,2%. A lakosok 85,9%-a római katolikusnak, 0,72% reformátusnak, 0,54% evangélikusnak, 2,7% felekezeten kívülinek vallotta magát (9,2% nem nyilatkozott).
2022-ben a lakosság 88,4%-a vallotta magát magyarnak, 2,8% németnek, 2,2% cigánynak, 0,8% ukránnak, 0,8% ruszinnak, 0,2% románnak, 0,2% horvátnak, 0,2% szerbnek, 1,8% egyéb, nem hazai nemzetiségűnek (9,6% nem nyilatkozott; a kettős identitások miatt a végösszeg nagyobb lehet 100%-nál). Vallásuk szerint 57,1% volt római katolikus, 2,2% evangélikus, 1,4% református, 0,8% ortodox, 1% egyéb keresztény, 1,2% egyéb katolikus, 6,2% felekezeten kívüli (30,1% nem válaszolt).

## Gazdaság
- szőlőtermelés
- borászat
- halászat

## Nevezetességei
- Kis-Balaton bemutató ház
- Szőlőhegyi panoráma
- Cirill-Metód emlékmű
- Hegyi kápolna
- Puskás Ferenc-szobor

## Külső hivatkozások
- Zalaszabar a wiki.utikonyvem.hu oldalán